# Бауза, Эрик
Эрик Бауза (англ. Eric Bauza; род. 1979, Торонто, Канада) — канадско-американский (филиппинского происхождения; работает в США) актёр-комик озвучивания и дубляжа, в единичных случаях также известен как мультипликатор, продюсер, режиссёр, сценарист, монтажёр, оператор. Наиболее известен озвучиванием нескольких персонажей в мультсериале Looney Tunes (за что получил три премии «Эмми»); а также озвучиванием Кота в сапогах («Приключения Кота в сапогах») и Мишки Фоззи («Малыши маппеты»).

## Биография
Эрик Бауза родился 7 декабря 1979 года в городке Скарборо (ныне — район Торонто) в Онтарио (Канада). Его родители филиппинцы. С 1993 по 1996 год учился в Католической старшей школе Святого Джона Генри Ньюмана, а в 2000 году окончил Колледж Сентенниал (факультет радио, телевидения и кино в Центре творческих коммуникаций). Ещё учась в колледже, в 1999 году, устроился стажёром на мультипликационную студию Spümcø, и в 2001 году, уже переехав в Лос-Анджелес, впервые попробовал себя как актёр озвучивания: озвучил нескольких второстепенных персонажей в двух эпизодах мультсериала «Братья-Потрошители».
Продюсеры, хоть и неспешно (более-менее активно актёр начал работать с 2008—2009 года), оценили талант Баузы и стали приглашать его на озвучивание разнообразных персонажей в мультфильмы, мультсериалы, видеоигры; и по состоянию на август 2025 года в кинокопилке актёра числится около 390 работ.
Является основателем бренда одежды RetroKid.

## Фильмография
| Также здесь указаны анимационно-игровые фильмы Список содержит более 190 пунктов - 2001—2002 — Братья-Потрошители / The Ripping Friends — 5 персонажей (в 2 эпизодах) - 2005 — Трио искривления времени / Time Warp Trio — Эл Роджер (в эпизоде Me Oh Maya) - 2005—2006 — Остров фруктовых салатов Кокосового Фреда! / Coconut Fred's Fruit Salad Island! — 3 персонажа (в 13 эпизодах) - 2007—2008 — Эль Тигре: Приключения Мэнни Риверы / El Tigre: The Adventures of Manny Rivera — около 35 персонажей (в 25 эпизодах) - 2008 — Аватар: Легенда об Аанге / Avatar: The Last Airbender — второстепенные персонажи (в 2 эпизодах) - 2009 — Чаудер / Chowder — 3 персонажа (в эпизоде The Party Cruise / Won-Ton Bombs) - 2009 — Джо-солдат: Ни шагу назад / G.I. Joe: Resolute — несколько персонажей (в 10 эпизодах) - 2009 — Элвин и бурундуки 2 / Alvin and the Chipmunks: The Squeakquel — диггер - 2009—2017 — Волшебные покровители / The Fairly OddParents — около 25 персонажей (в 21 эпизоде) - 2010 — Герой 108 / Hero: 108 — 6 персонажей (в 2 эпизодах) - 2010 — ТУРБО-агент Дадли / T.U.F.F. Puppy — охранник (в эпизоде Purr-fect Partners / Doom-mates) - 2011—2012 — Скуби-Ду! Мистическая корпорация / Scooby-Doo! Mystery Incorporated — 5 персонажей (в 2 эпизодах) - 2011—2012 — Фанбой и Чам Чам / Fanboy & Chum Chum — 3 персонажа (в 6 эпизодах) - 2011, 2013 — Финес и Ферб / Phineas and Ferb — 4 персонажа (в 2 эпизодах) - 2011, 2013 — Решатели проблем / The Problem Solverz — несколько персонажей (в 2 эпизодах) - 2011—2013 — Дэн против / Dan Vs. — 4 персонажа (в 17 эпизодах) - 2011—2013 — Шоу Луни Тюнз / The Looney Tunes Show — Марсианин Марвин • Гэвин (в 4 эпизодах) - 2011—2014 — Супертюрьма! / Superjail! — лорд Стингрей (в 10 эпизодах) - 2012 — Железный человек: Приключения в броне / Iron Man — генерал Тадеус «Молния Зевса» Росс (в эпизоде Rage of the Hulk) - 2012 — Сорвиголова Кик Бутовски / Kick Buttowski: Suburban Daredevil — 3 персонажа (в 3 эпизодах) - 2012—2013 — Время приключений / Adventure Time — несколько персонажей (в 5 эпизодах) - 2012—2014 — Бен-10: Омниверс / Ben 10: Omniverse — около 40 персонажей (в 52 эпизодах) - 2012—2015 — Чёрный динамит / Black Dynamite — 9 персонажей (в 10 эпизодах) - 2012, 2015 — Гравити Фолз / Gravity Falls — несколько персонажей (в 3 эпизодах) - 2013 — Скуби-Ду! Боязнь сцены / Scooby-Doo! Stage Fright — К. Дж. - 2013 — Долбанутые / Dick Figures — лорд Такагами - 2013—2016 — Турбо: Молниеносная команда / Turbo Fast — около 30 персонажей (в 51 эпизоде) - 2013—2017 — Великий Человек-паук / Ultimate Spider-Man — 9 персонажей (в 21 эпизоде) - 2013—2017 — Дядя Деда / Uncle Grandpa — около 20 персонажей (в 136 эпизодах) - 2013—2023 — Юные титаны, вперёд! / Teen Titans Go! — Багз Банни • Даффи Дак • ещё 10 персонажей (в 8 эпизодах) - 2013 — н. в. — Рик и Морти / Rick and Morty — более 8 персонажей (в 12 эпизодах) - 2014 — Шоу Тома и Джерри / The Tom and Jerry Show — скунс (в эпизоде Sleep Disorder / Tom's In-Tents Adventure) - 2014 — Бэтмен: Нападение на Аркхэм / Batman: Assault on Arkham — охранник - 2014 — Скуби-Ду: Франкен-монстр / Scooby-Doo! Frankencreepy — Дафанатик • рок-чувак - 2014 — Очень странный рай / A Fairly Odd Summer — Фуп - 2014 — Книга жизни / The Book of Life — отец Доминго, священник церкви Сан-Анхель • страж Пещеры душ - 2014 — Том и Джерри: Маленькие помощники Санты / Tom and Jerry: Santa's Little Helpers — второстепенные персонажи - 2014 — Lego Звёздные войны: Хроники Йоды / Lego Star Wars: The Yoda Chronicles — Люк Скайуокер • ещё 2 персонажа (в 5 эпизодах) - 2014—2016 — ТрипТанк / TripTank — 18 персонажей (в 14 эпизодах) - 2014—2016 — Хлебоутки / Breadwinners — около 50 персонажей (в 40 эпизодах) - 2014—2017 — Черепашки-ниндзя / Teenage Mutant Ninja Turtles — 14 персонажей (в 29 эпизодах) - 2014—2018 — Храбрейшие воины / Bravest Warriors — около 20 персонажей (в 22 эпизодах) - 2015 — Губка Боб в 3D / The SpongeBob Movie: Sponge Out of Water — чайка - 2015 — Скуби-Ду! Безумие лунного монстра / Scooby-Doo! Moon Monster Madness — Кларк Спаркмен - 2015 — Флинтстоуны: Борцы каменного века / The Flintstones & WWE: Stone Age SmackDown! — Бамм-Бамм Раббл • Дино • Хоппи - 2015 — Безграничный Бэтмен: Животные инстинкты / Batman Unlimited: Animal Instincts — 2 персонажа - 2015 — Том и Джерри: Шпион Квест / Tom and Jerry: Spy Quest — доктор Бентон Квест - 2015 — Лига Справедливости: Боги и монстры / Justice League: Gods and Monsters — Райан Чой • Стивен Шин - 2015 — Безграничный Бэтмен: Нашествие монстров / Batman Unlimited: Monster Mayhem — 5 персонажей - 2015 — Lego Звёздные войны: Истории дроидов / Lego Star Wars: Droid Tales — Люк Скайуокер • ещё 6 персонажей (в 4 эпизодах) - 2015 — Маленькие герои-черепашки / Half-Shell Heroes: Blast to the Past — 4 персонажа - 2015—2016 — Санджей и Крейг / Sanjay and Craig — 3 персонажа (в 2 эпизодах) - 2015—2016 — Вселенная Стивена / Steven Universe — 4 персонажа (в 2 эпизодах) - 2015—2016 — Шоу мистера Пибоди и Шермана / The Mr. Peabody & Sherman Show — несколько персонажей (в 5 эпизодах) - 2015—2017 — Трансформеры: Роботы под прикрытием / Transformers: Robots in Disguise — 15 персонажей (в 41 эпизоде) - 2015—2018 — Приключения Кота в сапогах / The Adventures of Puss in Boots — Кот в сапогах (в 75 эпизодах) - 2015—2018 — Могучие магимечи / Mighty Magiswords — около 40 персонажей (в 40 эпизодах) - 2015—2019 — Звёздная принцесса и силы зла / Star vs. the Forces of Evil — более 5 персонажей (в 31 эпизоде) - 2015—2020 — Кволик / Wabbit — около 15 персонажей (в 28 эпизодах) - 2016 — Свин, Коза, Банан и Сверчок / Pig Goat Banana Cricket — авокадо • корова • богомол (в эпизоде Cow Duck Avocado Mantis) - 2016 — Миксели / Mixels — несколько персонажей (в эпизоде Every Knight Has Its Day) - 2016 — Земля дураков / Nerdland — Эрик, ведущий - 2016 — Кунг-фу панда: Удивительные легенды / Kung Fu Panda: Legends of Awesomeness — 4 персонажа (в 2 эпизодах) - 2016 — Губка Боб Квадратные Штаны / SpongeBob SquarePants — Шалмон (в эпизоде Sandy's Nutmare / Bulletin Board) - 2016 — Скуби-Ду! и проклятье демона скорости / Scooby-Doo! and WWE: Curse of the Speed Demon — Большой Граф - 2016 — Доктор Плюшева / Doc McStuffins — Эрми (в эпизоде Toy Hospital: Night Shift / Check Up Chilly) - 2016 — Трансформеры: Боты-спасатели / Transformers: Rescue Bots — Мэйвен Опасность • Скип Скубби (в эпизоде A Brush with Danger) - 2016 — Динотракс / Dinotrux — 5 персонажей (в 3 эпизодах) - 2016 — Бен-10 / Ben 10 — Gust-O (в эпизоде Riding the Storm Out) - 2016 — Последний человек / Lastman — второстепенные персонажи (в 4 эпизодах) - 2016—2017 — Капитан Атомик / Atomic Puppet — Капитан Атомик (12-летний школьник) • ещё 5 персонажей (в 29 эпизодах) - 2016—2017 — Lego Звёздные войны: Приключения изобретателей / Lego Star Wars: The Freemaker Adventures — Люк Скайуокер • ещё 3 персонажа (в 3 эпизодах) - 2016—2018 — Банникула. Кролик-вампир / Bunnicula — оборотень (в 6 эпизодах) - 2016—2019 — Суперкрошки / The Powerpuff Girls — около 10 персонажей (в 16 эпизодах) - 2017 — Джетсоны & Рестлинг: Робо-Рестлинг / The Jetsons & WWE: Robo-WrestleMania! — Рольф Родригес - 2017 — Смурфики: Затерянная деревня / Smurfs: The Lost Village — второстепенные персонажи - 2017 — Человек-муравей / Ant-Man — предводитель пришельцев (в эпизоде Alien Invasion) - 2017 — Бэтмен и Харли Квинн / Batman and Harley Quinn — Уэсли • второстепенные персонажи - 2017 — Эмоджи фильм / The Emoji Movie — второстепенные персонажи - 2017 — Будь классным, Скуби-Ду! / Be Cool, Scooby-Doo! — 10 персонажей (в 5 эпизодах) - 2017 — Закон Мёрфи / Milo Murphy's Law — второстепенные персонажи (в эпизоде Some Like It Yacht / Backward to School Night) - 2017 — Вуди Вудпекер / Woody Woodpecker — Вуди Вудпекер - 2017 — Рассол и Арахис / Pickle and Peanut — доктор Эрик • второстепенные персонажи (в 3 эпизодах) - 2017—2018 — Стражи Галактики / Guardians of the Galaxy — 7 персонажей (в 8 эпизодах) - 2017—2018 — Стретч Армстронг / Stretch Armstrong and the Flex Fighters — 6 персонажей (в 3 эпизодах) - 2017—2020 — Юникитти! / Unikitty! — около 30 персонажей (в 66 эпизодах) - 2017—2021 — Утиные истории / DuckTales — около 35 персонажей (в 20 эпизодах) - 2018 — Lego Супергерои DC: Флэш / Lego DC Comics Super Heroes: The Flash — Атом • Б’дж • Джимми Олсен - 2018 — Приключения Опасного Малого / The Adventures of Kid Danger — мистер Тото (в эпизоде The Sushi Sitter / Cheer Beast) - 2018 — Затерянные в стране Оз / Lost in Oz — 4 персонажа (в 8 эпизодах) - 2018 — Легенда о трёх кабальеро / Legend of the Three Caballeros — Хосе Кариока • Скрудж Макдак (в 13 эпизодах) - 2018 — Остров летнего лагеря / Summer Camp Island — второстепенные персонажи (в 2 эпизодах) - 2018 — Юные титаны, вперёд! / Teen Titans Go! — Аквамен • помощник Стэна Ли - 2018 — Lego Супергерои DC: Аквамен — Ярость Атлантиды / Lego DC Comics Super Heroes: Aquaman – Rage of Atlantis — Джимми Олсен • бармен - 2018 — Спроси у Сториботов / Ask the StoryBots — Джейк, кексик • мистер Рекордер (в 3 эпизодах) - 2018 — Звёздные войны: Сопротивление / Star Wars Resistance — Горрак Уайлс (в эпизоде Fuel for the Fire) - 2018 — 44 котёнка / 44 gatti — Милки • Чок (в эпизоде Il circo di Milky e Chock) - 2018—2019 — Приключения Рокки и Буллвинкля / The Adventures of Rocky and Bullwinkle — главный лидер (в 4 эпизодах) - 2018—2019 — Жаркие улочки / Hot Streets — 13 персонажей (в 7 эпизодах) - 2018—2020 — Мастера мяча: 9009 / Ballmastrz: 9009 — Флипп Чемпион (в 20 эпизодах) - 2018—2020 — Эволюция Черепашек-ниндзя / Rise of the Teenage Mutant Ninja Turtles — около 35 персонажей (в 45 эпизодах) - 2018—2022 — Малыши маппеты / Muppet Babies — Мишка Фоззи • ещё 10 персонажей (в 71 эпизоде) - 2019 — Везунчик / Lucky — гномы - 2019 — Бэтмен против Черепашек-ниндзя / Batman vs. Teenage Mutant Ninja Turtles — Леонардо - 2019 — Мизинец Малинки / Pinky Malinky — Флинн (в эпизоде Advanced) - 2019 — Банана-Сплитс / The Banana Splits — 4 персонажа - 2019 — Эпические истории капитана Подштанника / The Epic Tales of Captain Underpants — 3 персонажа (3 эпизодах) - 2019 — Хранитель Лев / The Lion Guard — Пагала (в эпизоде Marsh of Mystery) - 2019 — Захватчик ЗИМ: Вход во Флорпус / Invader Zim: Enter the Florpus — 4 персонажа - 2019 — Человек-паук / Spider-Man — мистер Негатив • полицейский (в эпизоде Brand New Day) - 2019—2020 — Город героев: Новая история / Big Hero 6: The Series — более 5 персонажей (в 3 эпизодах) - 2019—2020 — Я — ракета / The Rocketeer — 12 персонажей (в 10 эпизодах) - 2019—2020 — Где Уолли? / Where's Waldo? — Брюс • коала • динго (в 2 эпизодах) - 2019—2021 — Арчибальд в поисках большего / Archibald's Next Big Thing — около 30 персонажей (в 20 эпизодах) - 2019—2022 — ПУПС: Поставка Уникальных Подарков Семьям / T.O.T.S. — около 25 персонажей (в 48 эпизодах) - 2019—2022 — Касагранде / The Casagrandes — около 25 персонажей (в 25 эпизодах) - 2019—2023 — Весёлые мелодии: Мультфильмы / Looney Tunes Cartoons — Даффи Дак • Порки Пиг • Багз Банни • Твити • Марсианин Марвин • ещё около 10 персонажей (в 87 эпизодах) - 2019—2024 — Мой шумный дом / The Loud House — 15 персонажей (в 9 эпизодах) - 2020 — Ябба-дабба динозавры! / Yabba Dabba Dinosaurs — около 45 персонажей (в 13 эпизодах) - 2020 — Отряд волшебной девчачей дружбы / Magical Girl Friendship Squad — папа Дейзи (в 2 эпизодах) - 2020 — Lego Звёздные войны: Праздничный спецвыпуск / The Lego Star Wars Holiday Special — Люк Скайуокер • штурмовик - 2020—2021 — Форсаж: Шпионы-гонщики / Fast & Furious Spy Racers — 5 персонажей (в 5 эпизодах) - 2020—2021 — Виктор и Валентино / Victor and Valentino — более 3 персонажей (в 2 эпизодах) - 2020—2021 — Озорные анимашки / Animaniacs — 7 персонажей (в 5 эпизодах) - 2020—2022 — Даг отключается / Doug Unplugs — более 8 персонажей (в 22 эпизодах) - 2020—2022 — Могучие / The Mighty Ones — около 25 персонажей (в 34 эпизодах) - 2020—2023 — Тихая вода / Stillwater — 5 персонажей (в 4 эпизодах) - 2020, 2024 — Большое шоу Акулёнка / Baby Shark's Big Show! / 아기상어 올리와 윌리엄 — более 5 персонажей (в 2 эпизодах) - 2020—2024 — Обратная сторона Земли / Solar Opposites — 15 персонажей (в 12 эпизодах) - 2020—2024 — Звёздный путь: Нижние палубы / Star Trek: Lower Decks — 10 персонажей (в 10 эпизодах) - 2021 — Бэтмен: Душа дракона / Batman: Soul of the Dragon — главарь банды «Топор» - 2021 — Любопытный Джордж / Curious George — дворник (в эпизоде Night at the Amusement Park / Hockey Monkey) - 2021 — Арло, мальчик-аллигатор / Arlo the Alligator Boy — 4 персонажа - 2021 — Амфибия / Amphibia — второстепенные персонажи (в эпизоде True Colors) - 2021 — Ручей Крейга / Craig of the Creek — дети Ручья (в эпизоде Jessica the Intern) - 2021 — Американский папаша! / American Dad! — ведущий, рассказывающий истории • Освальдо (в эпизоде Mused and Abused) - 2021 — Космический джем: Новое поколение / Space Jam: A New Legacy — Даффи Дак • Порки Пиг • Фоггорн Леггорн • Элмер Фадд • Марсианин Марвин - 2021 — Команда К / Q-Force — компьютер «Сердце моря» (в 4 эпизодах) - 2021 — Lego Звездные войны: Ужасающие истории / Lego Star Wars: Terrifying Tales — Люк Скайуокер • дроид-охранник - 2021 — Скуби-Ду и угадай кто? / Scooby-Doo and Guess Who? — более 3 персонажей (в 2 эпизодах) - 2021 — Зловещие истории по сказкам братьев Гримм / A Tale Dark & Grimm — 3 персонажа (в 8 эпизодах) - 2021 — Майя и три воина / Maya and the Three / Maya y los tres — Вукуб • второстепенные персонажи (в 7 эпизодах) - 2021 — Взрывная суббота / Saturday Morning All Star Hits! — 4 персонажа (в 6 эпизодах) - 2021—2022 — Космобой / Kid Cosmic — 9 персонажей (в 17 эпизодах) - 2021—2022 — Дом совы / The Owl House — более 7 персонажей (в 4 эпизодах) - 2021—2022 — Бюро находок Тига / Tig n' Seek — более 9 персонажей (в 12 эпизодах) - 2021—2022 — Корпорация «Заговор» / Inside Job — 6 персонажей (в 7 эпизодах) - 2021 — н. в. — Семейка Грин в городе / Big City Greens — капитан баржи • второстепенные персонажи (в 6 эпизодах) - 2022 — Почта Мидлмост / Middlemost Post — Блэр (в эпизоде Premium Parker / Toast of the Town) - 2022 — Это Пони / It's Pony — второстепенные персонажи (в эпизоде Pony Almighty / Annie the Influencer) - 2022 — Король Твити / King Tweety — Кот Сильвестр • Твити • ещё 2 персонажа - 2022 — Lego Звёздные войны: Летние каникулы / Lego Star Wars: Summer Vacation — Люк Скайуокер • штурмовик - 2022 — Эволюция Черепашек-ниндзя / Rise of the Teenage Mutant Ninja Turtles — Сплинтер • ещё 3 персонажа - 2022 — Кролик-самурай: Хроники Усаги / Samurai Rabbit: The Usagi Chronicles — 13 персонажей (в 18 эпизодах) - 2022 — Демонёнок / Little Demon — 4 персонажа (в 2 эпизодах) - 2022 — Нейт всемогущий / Big Nate — Кэл Чан (в эпизоде Bro-king Up is Hard to Do; в титрах не указан) - 2022—2023 — Вся правда о медвежатах / We Baby Bears — 14 персонажей (в 5 эпизодах) - 2022—2024 — Звёздный путь: Протозвезда / Star Trek: Prodigy — 11 персонажей (в 6 эпизодах) - 2022 — н. в. — Гремлины / Gremlins — около 30 персонажей (в 18 эпизодах) - 2022 — н. в. — Хомяк и Гретель / Hamster & Gretel — более 5 персонажей (в 15 эпизодах) - 2022 — н. в. — Багз Банни: Строители / Bugs Bunny Builders — Багз Банни • Даффи Дак • Твити • Марсианин Марвин • Твити (в 61 эпизоде) - 2022 — н. в. — Закусочная Боба / Bob's Burgers — Большой Боб • Джимми Песто (в 6 эпизодах) - 2023 — Агент Элвис / Agent Elvis — более 4 персонажей (в эпизоде Godspeed, Drunk Monkey) - 2023 — Братья Супер Марио в кино / The Super Mario Bros. Movie — жаба-генерал - 2023 — Харли Квинн / Harley Quinn — Старро • прыгающий мальчик (в эпизоде Icons Only) - 2023 — Звёздный путь: Очень короткие путешествия / Star Trek: Very Short Treks — 6 персонажей (в 2 эпизодах) - 2023 — Время приключений: Фионна и Пирожок / Adventure Time: Fionna and Cake — 3 персонажа (в эпизоде Destiny) - 2023 — Голубоглазый самурай / Blue Eye Samurai — 11 персонажей (в 4 эпизодах) - 2023 — Кэрол и конец света / Carol & the End of the World — гостевое участие (в 2 эпизодах) - 2023—2024 — Хейли в деле! / Hailey's On It! — более 7 персонажей (в 9 эпизодах) - 2023—2024 — Сила принцесс / Princess Power — 10 персонажей (в 7 эпизодах) - 2023 — н. в. — Звёздные войны: Приключения юных джедаев / Star Wars: Young Jedi Adventures — 11 персонажей (в 21 эпизоде) - 2023 — н. в. — Мультяшки: Луниверситет / Tiny Toons Looniversity — 9 персонажей (в 23 эпизодах) - 2023 — н. в. — Крапополис / Krapopolis — 15 персонажей (в 17 эпизодах) - 2023 — н. в. — Пупструкция / Pupstruction — 8 персонажей (в 45 эпизодах) - 2023 — н. в. — Кифф / Kiff — более 17 персонажей (в 45 эпизодах) - 2024 — Камень, ножницы, бумага / Rock Paper Scissors — Уз Принс • полицейский (в эпизоде Birthday Police / Paper's Big Lie) - 2024 — Мегамозг против Синдиката рока / Megamind vs. the Doom Syndicate — второстепенные персонажи - 2024 — Касагранде / The Casagrandes — прохожий в костюме - 2024 — Вуди Вудпекер в летнем лагере / Woody Woodpecker Goes to Camp — Вуди Вудпекер - 2024 — Люди Икс ’97 / X-Men '97 — более 7 персонажей, в т. ч. Мастер Молд и Стражи (в 5 эпизодах) - 2024 — Королевские крекеры / Royal Crackers — 5 персонажей (в 5 эпизодах) - 2024 — Единорог Тельма / Thelma the Unicorn — мальчик-фанат - 2024 — Looney Tunes: Космическое вторжение / The Day the Earth Blew Up: A Looney Tunes Movie — Даффи Дак • Порки Пиг - 2024 — Правила Мегамозга! / Megamind Rules! — более 3 персонажей (в 7 эпизодах) - 2024 — Черепашки-ниндзя: Истории / Tales of the Teenage Mutant Ninja Turtles — папаша • головорезы (в эпизоде Donnie Goes Deep) - 2024 — Трансформеры: Новая искра / Transformers: EarthSpark — более 4 персонажей (в 10 эпизодах) - 2024 — Волшебные покровители: Новое желание / The Fairly OddParents: A New Wish — 11 персонажей (в 13 эпизодах) - 2024 — н. в. — Hot Wheels. Вперёд! / Hot Wheels Let's Race — профессор Рирвью • папаша Купа (в 12 эпизодах) - 2024 — н. в. — Неуязвимый / Invincible — 6 персонажей (в 4 эпизодах) - 2024 — н. в. — Паучок и его удивительные друзья / Spidey and His Amazing Friends — 4 персонажа (в 4 эпизодах) - 2024 — н. в. — Дора / Dora — 8 персонажей (в 20 эпизодах) - 2024 — н. в. — Суперкотята / SuperKitties — 5 персонажей (в 10 эпизодах) - 2025 — н. в. — УчСовет / StuGo — более 17 персонажей (в 9 эпизодах) - 2003 — Rayman 3: Hoodlum Havoc — граф Разофф (в титрах не указан) - 2004 — World of Warcraft — Горсик Буйный - 2006 — The Sims 2: Бизнес — 6 персонажей - 2008 — Command & Conquer: Red Alert 3 — второстепенные персонажи - 2011 — Nicktoons MLB — Стимпи - 2011 — Batman: Arkham City — доктор Адам Хамасаки - 2012 — Ben 10: Omniverse — 4 персонажа - 2013 — DuckTales: Remastered — Фентон-Суперкряк • шеф - 2013 — Disney Infinity — второстепенные персонажи - 2013 — Ben 10: Omniverse 2 — 3 персонажа - 2014 — Hearthstone — второстепенные персонажи - 2014 — Kick-Ass 2 — Чингиз Карнаж, наёмный убийца - 2014 — GRID Autosport — второстепенные персонажи - 2014 — Teenage Mutant Ninja Turtles: Danger of the Ooze — Коготь Тигра - 2014 — Adventure Time: The Secret of the Nameless Kingdom — дворецкий из наволочной мяты - 2015 — Heroes of the Storm — второстепенные персонажи - 2015 — Lego Dimensions — второстепенные персонажи (в титрах не указан) - 2015 — Adventure Time: Finn & Jake Investigations — 3 персонажа - 2016 — Lego Marvel’s Avengers — Амадеус Чо • Железный Паук - 2016 — Ratchet & Clank — председатель Дрек - 2018 — World of Warcraft: Battle for Azeroth — второстепенные персонажи - 2018 — Spider-Man — второстепенные персонажи - 2018 — Lego DC Super-Villains — 4 персонажа - 2019 — World War Z — Screamer - 2020 — Battletoads — 5 персонажей - 2020 — Spider-Man: Miles Morales — второстепенные персонажи - 2022 — High on Life — второстепенные персонажи - 2024 — MultiVersus — Багз Банни • Том и Джерри • диктор • Марсианин Марвин • Фоггорн Леггорн - 2025 — Date Everything! — Диши | Дубляж мультфильмов, мультсериалов и игр - 2008 — The Settlers II: Зарождение цивилизаций / Die Siedler – Aufbruch der Kulturen — Олимп - 2010 — Кошачья жизнь / Une vie de chat — несколько персонажей - 2011 — Ace Combat: Assault Horizon / エースコンバット アサルト・ホライゾン — Номад 62 • игрок - 2013 — Metal Gear Rising: Revengeance / メタルギア ライジング リベンジェンス — второстепенные персонажи - 2013 — Железный Человек: Восстание Техновора / アイアンマン：立ち上がりTehnovora — Иезекииль Стейн • Техновор - 2013 — Need for Speed Rivals — полицейский - 2013 — Lightning Returns: Final Fantasy XIII / ライトニング リターンズ ファイナルファンタジーXIII — второстепенные персонажи - 2013—2014 — Шаолиньские хроники / Les Chroniques de Xiaolin — 4 персонажа (в 25 эпизодах) - 2014 — Секретные материалы Мстителей: Чёрная вдова и Каратель / アベンジャーズ コンフィデンシャル: ブラック・ウィドウ & パニッシャー — Амадеус Чо - 2014 — Воспоминания о Марни / 思い出のマーニー — отец Марни - 2018 — Бэтмен-ниндзя / ニンジャバットマン — 3 персонажа - 2021 — Тресе: Защитница города / Trese — 9 персонажей (в 6 эпизодах) - 2023 — Плутон / Pluto — Арнольд (в 2 эпизодах) - 2024 — Like a Dragon: Infinite Wealth — второстепенные персонажи - 2011—2012 — Долбанутые / Dick Figures — 4 персонажа - 2012 — Электрический город / Electric City — Сах (в 9 эпизодах) - 2014—2018 — Храбрейшие воины / Bravest Warriors — несколько персонажей - 2017 — Важнейшая роль / Critical Role — Франкфурт (в эпизоде Bar Room Blitz) - 2018—2022 — Вуди Вудпекер / Woody Woodpecker — Вуди Вудпекер • 3 эпизодических персонажа (в 29 эпизодах) - 2019—2023 — Олли и Скупс / Ollie & Scoops — Скупс (в 9 эпизодах) - 2013 — Я знаю этот голос / I Know That Voice — в роли самого себя (док. фильм) - 2014 — Сообщество / Community — рассказчик за кадром • диктор (в 2 эпизодах; телесериал, озвучивание) - 2018 — Сверхъестественное / Supernatural — кузен Сликер (в эпизоде ScoobyNatural; телесериал, озвучивание) - 2022 — Пацаны / The Boys — Бастер Бивер (в 3 эпизодах; телесериал, озвучивание) - 2023—2024 — Мультяшки со мной / Toon In with Me — в роли самого себя (в 2 эпизодах; анимационно-игровой телесериал-антология) |

## Награды и номинации
В 2016—2021 годах Бауза пять раз номинировался на Дневную премию «Эмми» в категории «Лучшее исполнение в анимационной программе», но ни разу не получил награды. В 2022—2024 годах трижды стал обладателем премии Детская и семейная премия «Эмми».
 С полным актуальным списком кинематографических наград и номинаций Баузы можно ознакомиться на сайте IMDB.